# Groupe d'armées Ostmark
Le Groupe d'armées Ostmark (en allemand : Heeresgruppe Ostmark) était un regroupement d'armées allemandes de la Wehrmacht durant la Seconde Guerre mondiale.
Le Groupe d'armées Sud (Heeresgruppe Süd) change de nom pour Groupe d'armées Ostmark au début du mois d'avril 1945. Le groupe d'armées Ostmark combat en Autriche et en Tchécoslovaquie, et dépend de l'Oberbefehlshaber Süd, qui se met en place à partir du mois d'avril 1945.

## Commandants

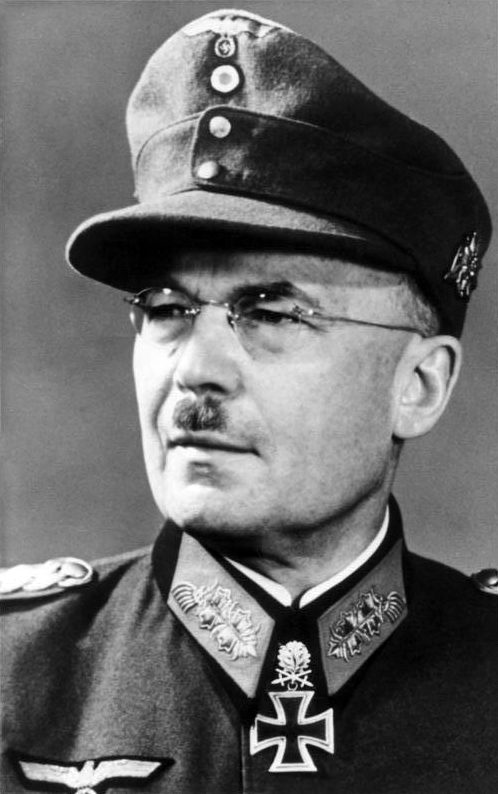
Le général Lothar Rendulic le 23 janvier 1945.

| Période                    | Commandant              |
| -------------------------- | ----------------------- |
| 7 avril 1945 au 6 mai 1945 | général Lothar Rendulic |
| Source :                   |                         |

## Organisation

Fanion du commandant d'un Heeresgruppe

Unité organique au Heeresgruppe Ostmark
- Heeresgruppen-Nachrichten-Regiment 530

| Unités sous le commandement du Heeresgruppe Ostmark | Unités sous le commandement du Heeresgruppe Ostmark | Unités sous le commandement du Heeresgruppe Ostmark |
| Date                                                | Unités                                              |                                                     |
| --------------------------------------------------- | --------------------------------------------------- | --------------------------------------------------- |
| Mai 1945                                            | 8e armée, 6e armée, 6e Panzer Armee                 |                                                     |
| Source :                                            |                                                     |                                                     |

## Capitulation
Le général Rendulic donne son dernier ordre le 6 mai : toutes les unités du Heeresgruppe Ostmark doivent se diriger vers l'Ouest et déposer les armes. Au petit matin du 7, son état-major et lui-même roulent jusqu'à Steyr (ville) pour se rendre au général Willard G. Wyman (en), qui commande la 71e division d'Infanterie US. Mais de là, dans leur propre voiture, accompagnés par des MPs, ils doivent se rendre jusqu'à l'état-major du XX Corps US du général Walton H. Walker à Reith (près de Salzbourg) où l'acte de reddition est signé à 6h00 du soir avec effet du cessez-le-feu au 8 mai, une minute après minuit. En fait, plus un seul coup de feu ne fut tiré en Autriche à partir de l'après-midi du 7 mai 1945.